# McIntyre (Georgia)
McIntyre is een plaats (town) in de Amerikaanse staat Georgia, en valt bestuurlijk gezien onder Wilkinson County.

## Demografie
Bij de volkstelling in 2000 werd het aantal inwoners vastgesteld op 718.
In 2006 is het aantal inwoners door het United States Census Bureau geschat op 709, een daling van 9 (-1.3%).

## Geografie
Volgens het United States Census Bureau beslaat de plaats een oppervlakte van
13,9 km², waarvan 13,5 km² land en 0,4 km² water.

## Plaatsen in de nabije omgeving
De onderstaande figuur toont nabijgelegen plaatsen in een straal van 24 km rond McIntyre.